# Lac Averne
Pour les articles homonymes, voir Averno.
 (octobre 2016).
Si vous disposez d'ouvrages ou d'articles de référence ou si vous connaissez des sites web de qualité traitant du thème abordé ici, merci de compléter l'article en donnant les références utiles à sa vérifiabilité et en les liant à la section « Notes et références ».
Le lac Averne (Averno en italien) est un lac volcanique italien situé en Campanie, à 4,5 kilomètres au nord-ouest de Pouzzoles près de Naples.

## Géographie
Situé au fond du golfe de Baïa, il a la forme d'un puits profond. Il s'en exhalait des vapeurs méphitiques, ce qui le fit regarder chez les Anciens comme une entrée des Enfers, à l'instar du lac Ampsanctus. Dans son chant IV des Géorgiques, le poète Virgile en fait mention au moment précis où Orphée, remontant des Enfers, se retourne vers Eurydice pour la perdre une seconde fois : « Sur-le-champ tout son effort s'écroula, et son pacte avec le cruel tyran fut rompu, et trois fois un bruit éclatant se fit entendre aux étangs de l'Averne. »
La zone humide qui l'environnait a été depuis convertie en vignobles. Le lac Averne a été drainé et relié à la mer par un canal au XIXe siècle.

## Port d'Agrippa
Bien que n'ayant pas atteint l'âge requis de 43 ans, Marcus Vipsanius Agrippa est rappelé à Rome par Octavien pour assurer le consulat en 37 av. J.-C.. Octavien vient alors de subir plusieurs défaites navales humiliantes face à Sextus Pompée et a besoin de son ami pour prévoir une stratégie future.
Désormais consul, Agrippa mène la guerre contre Sextus Pompée, aux côtés de Lucius Caninius Gallus, qui se récuse et est remplacé par Titus Statilius Taurus, qui commandera une flotte envoyée par Marc Antoine à l'aide d'Octavien,.
Tandis que Sextus Pompée contrôle les côtes italiennes, le premier objectif d'Agrippa est de trouver un port sûr pour sa flotte. Dans sa campagne précédente, Agrippa n'a pu trouver de bases navales en Italie proche de la Sicile. Agrippa montre de grands « talents d'organisateur et de bâtisseur » en « entreprenant de gigantesques travaux » : il édifie en Campanie une base navale de toutes pièces, en faisant creuser un chenal entre la mer et le lac Lucrin pour former un port extérieur, et un autre entre le lac Lucrin et le lac d'Averne pour servir de port intérieur, ,. Le nouveau complexe portuaire est nommé Portus Julius en l'honneur d'Octavien ,.

## Évocation artistique

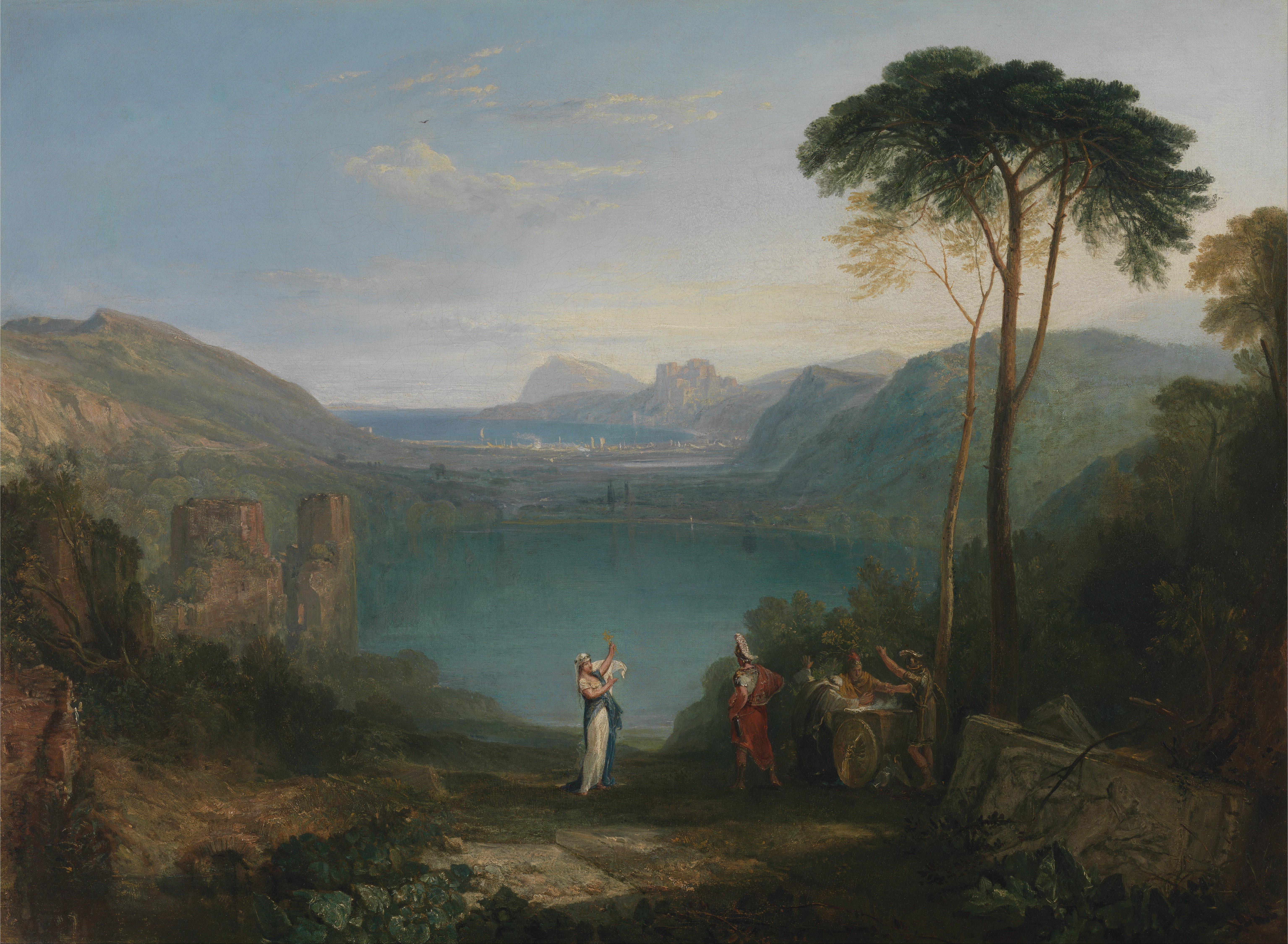
Énée et la Sibylle, Lac Averne
Turner, 1798.
Tate Britain, Londres.

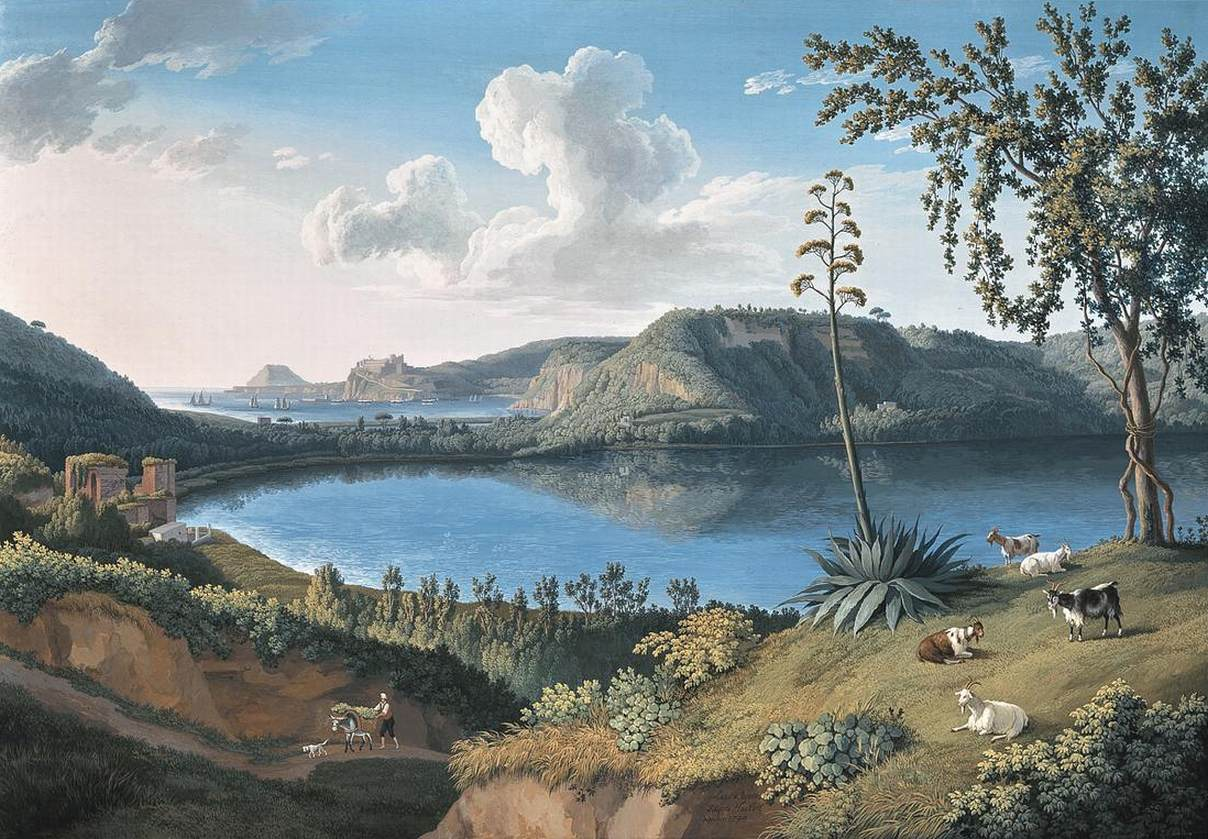
Lago d'Averno, Jacob Philipp Hackert, 1794.

Jean-Philippe Rameau dans son Hippolyte et Aricie, livret de Simon-Joseph Pellegrin, montre le dieu des Enfers, Pluton, évoquant la puissance de son domaine :

« Qu'à servir mon courroux tout l’Enfer se prépare ;

Que l'Averne, que le Ténare,

Le Cocyte, le Phlégéthon,

Par ce qu'ils ont de plus barbare,

Vengent Proserpine et Pluton. »
Dans l'Enéide, Enée y rencontre la Sibylle de Cumes qui doit le conduire aux Enfers. Turner en fit un tableau en 1798, conservé à la Tate Britain.
Dans la chanson « Aussitôt que la lumière » de Maître Adam (31/06/1602 - 18/05/1662), il y fait référence au troisième couplet : 
Si quelque jour étant ivre,
La mort arrêtait mes pas,
Je ne voudrais pas revivre
Pour changer ce grand trépas
Je m'en irais dans l'Averne,
Faire enivrer Alecton,
Et planter une taverne
Dans la chambre de Pluton
Louise Glück en fait le titre de son dixième recueil de poèmes publié en 2006.